# لبسوس$

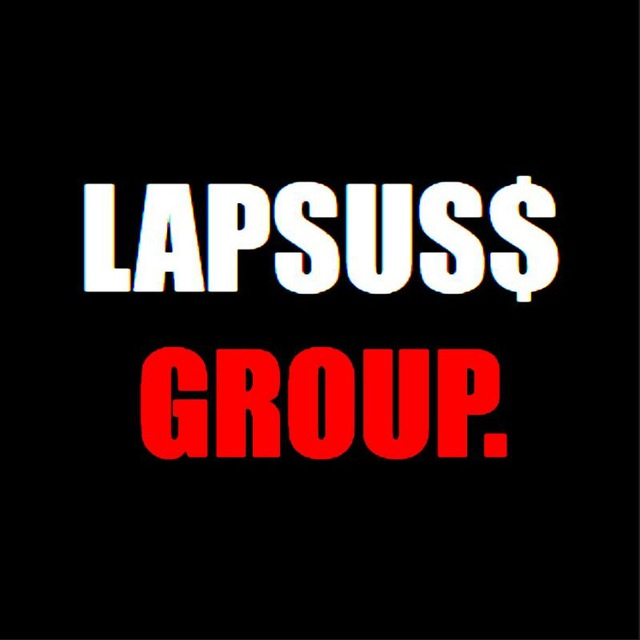
شعار لبسوس$

لبسوس$ (بالإنجليزية: $Lapsus)‏ مجموعة اختراق يُعتقد انها متمركزة في البرازيل. اعتقدَ بعض الخبراء أنَّها مجموعة هدفها أقرب للاختراق وسرقة البيانات وابتزاز للضحايا أكثر من كونها مجموعة اختراق وتشفير للبيانات وبعدها الابتزاز. حيث أنَّها أولًا تقوم بالاختراق وسرقة البيانات ثُمَّ الابتزاز، في حين ان الأُخرى تقوم بالاختراق وتشفير البيانات الموجودة في حواسيب الضحايا دون الحاجة لتحميل أو نقل أي بيانات من الحاسوب المخترق. المجموعة نالت سمعةً في عام 2020 بعدما قامت بعمليات اختراق استهدفت حواسيب وزارة الصحة البرازيلية. انتشر اسم المجموعة أكثر في 2022 بعد قيامها بعمليات اختراق وسرقة بيانات من عدة ضحايا من بينهم نفيديا وسامسونج.

## اختراق نفيديا
قامت المجموعة في عام 2022 بسرقة 1 تيرابايت من البيانات المصدرية من حواسيب نفيديا، حيث عرضت المجموعة عدة طلبات لنفيديا لعدم نشر البيانات على الإنترنت، من بينها ازالة خاصية ابطاء التعدين للعملات الرقمية، حيث اضافت الشركة خاصية Late Hash Rate, تساهم في ابطاء كروت نيفيديا للنصف عند استعمالها لتعدين العملات.